# Foreholmen (Sveio)
Ne doit pas être confondu avec Foreholmen.
Foreholmen est un récif norvégien dans le landskap Sunnhordland du comté de Vestland. Il appartient administrativement à Sveio.

## Géographie
Rocheuse et couverte d'arbres, elle s'étend sur environ 121 m de longueur pour une largeur approximative de 115 m. 